# Moving (canción)
"Moving" es una canción del cantante español Macaco, publicada en 2009 como parte de su álbum Puerto Presente. La canción se convirtió en un éxito notable por su mensaje positivo y su enfoque en la solidaridad y el cambio social, así como por su característico estilo musical que mezcla ritmos reggae, funk y world music.

## Producción y estilo
La canción fue compuesta por Dani "Macaco" Carbonell. Moving combina elementos de diferentes géneros musicales y está caracterizada por su energía contagiosa y sus letras esperanzadoras. La producción estuvo a cargo de Jules Bikoko y Roger Rodés.

## Temática
El tema principal de "Moving" es la acción colectiva y la importancia de contribuir al cambio positivo en el mundo. La canción invita a las personas a actuar de manera conjunta para superar las adversidades y construir una sociedad más justa y solidaria. Frases como  "Moving, all the people moving" refuerzan esta idea.

## Videoclip
El videoclip de Moving, fue producido en colaboración con National Geographic Channel y EMI, e incluyó la participación de artistas como Javier Bardem, Juan Luis Guerra, Rosario Flores, Juanes, Bebe, entre otros.
Estrenado el 18 de febrero de 2009, el video formó parte de las iniciativas de National Geographic por el Día de la Tierra, subrayando la importancia de la música como vehículo de concienciación ambiental.

## Recepción y legado
Moving recibió críticas positivas por su mensaje inspirador y su capacidad para conectar con un público amplio. La canción se utilizó en varias campañas sociales y comerciales debido a su enfoque positivo y optimista. También se convirtió en uno de los mayores éxitos de Macaco, consolidando al grupo como una de las referencias de la música mestiza en España, llegando ser incluida dicha canción como banda sonora en la edición del juego FIFA 09.También, el actor Canco Rodríguez interpretó dicha canción en el programa Tu Cara Me Suena.
En 2009, Moving fue galardonada en varias ceremonias de premios musicales y es considerada una de las canciones más icónicas de la discografía de Macaco. La letra y la energía de la canción siguen resonando entre el público, manteniéndola vigente más de una década después de su lanzamiento.

## Polémicas
La canción Moving fue objeto de polémica cuando el Partido Popular lo usó en su vídeo para la campaña electoral para las Elecciones al Parlamento Europeo de 2009. Por este hecho Macaco, a través de su compañía, EMI, hizo público un comunicado en el que explicó que denegaba dicho uso, posteriormente demandó a la formación política y obtuvo la razón de la justicia.

## Premios y nominaciones
| Año  | Premio                 | Categoría                 | Resultado |
| ---- | ---------------------- | ------------------------- | --------- |
| 2009 | Premios Grammy Latinos | Mejor canción alternativa | Nominado  |

## Posicionamiento en listas

### Lista semanal
| Lista               | Mejor posición | Nº semanas en listas | Ref.   |
| ------------------- | -------------- | -------------------- | ------ |
| España (PROMUSICAE) | 1              | 51                   | [ 12 ] |

### Lista anual
| Lista               | Posición | Ref.   |
| ------------------- | -------- | ------ |
| España (PROMUSICAE) | 4        | [ 13 ] |